# Ōkuma, Fukushima
Ōkuma (大熊町 (Đại Hùng đinh)) là một thị trấn nằm ở huyện Futaba, tỉnh Fukushima, Nhật Bản. Tính đến ngày 1 tháng 10 năm 2020, dân số ước tính thị trấn là 847 người và mật độ dân số là 11 người/km2. Tổng diện tích thị trấn là 78,71 km2.